# مودیست گناکپا
مودیست گناکپا (انگلیسی: Modeste Gnakpa؛ زادهٔ ۱۷ اکتبر ۱۹۸۸) بازیکن فوتبال اهل ساحل عاج است.
از باشگاه‌هایی که در آن بازی کرده‌است می‌توان به باشگاه فوتبال اوسر اشاره کرد.